# The Handsome Beasts
The Handsome Beasts est un groupe britannique de heavy metal, originaire de Birmingham, en Angleterre.

## Histoire
Le groupe est formé en 1972, et se compose en 1980 du chanteur Garry Dalloway,,,,, (également écrit Dalway,, Dallaway,, ou Dallowy. selon d'autres sources), du bassiste Steven Hough, du batteur Pete Malbasa et du guitariste Phil Aston. Après la formation, les premiers concerts ont eu lieu dans des pubs et des bars locaux. Le groupe accroît sa notoriété grâce à la taille du chanteur Dalloway, en mettant particulièrement l'accent sur ce fait et en incitant le public à crier des phrases comme « You fat bastard ». Cependant, vers la fin de l'année 1980, comme aucun label ne s'intéressait encore au groupe, le manager Paul Birch décide de créer le label Heavy Metal Records.
Le single All Riot Now, qui contient la chanson du titre et The Mark of the Beast, sort au début de la même année. Le deuxième single suit en 1981 sous le nom de Breaker. Alors que la face A contient la chanson éponyme, la face B contient deux sillons, de sorte que la chanson One in a Crowd ou Crazy est jouée au hasard. Entre-temps, les activités de tournée s'étaient étendues aux Midlands. Comme Heavy Metal Records avait désormais d'autres groupes sous contrat, il sort la même année la compilation Heavy Metal Heroes, à laquelle The Handsome Beasts contribue Local Heroes. Grâce au succès de ces enregistrements, le groupe est invité à participer au Friday Rock Show, pour lequel David's Song, Sweeties, Another Day et Local Heroes sont enregistrés. L'émission est diffusée le 10 juillet 1981. Au cours de la deuxième moitié de l'année, le label décide de sortir le premier album Beastiality. L'album attire particulièrement l'attention par sa pochette, qui représente le leader obèse Dalloway accroupi nu à côté d'un cochon, son entrejambe étant caché par son ventre qui dépasse. De plus, il portait des lunettes en nickel et avait les cheveux gras, tandis qu'un panneau devant les deux indiquait « Do not feed animals ». Le groupe réalise un total de 16 photos trips. Paul Robins est le deuxième guitariste de l'enregistrement, sur lequel Local Heroes et les trois chansons du single Breaker sont réutilisées, de sorte que plus de la moitié des chansons étaient déjà connues. La même année, Sweeties sort en single, avec une pochette de même mauvais goût et avec la chanson You're on Your Own comme face B. En 1982, le groupe continue ses activités live, Robins avait entre-temps complètement repris le poste de guitariste, tandis qu'Aston avait quitté le groupe pour rejoindre Rogue Male. Au cours de la période suivante, le label se concentre sur d'autres groupes, si bien que The Handsome Beasts n'est pratiquement plus actif. Ce n'est qu'en 1987 qu'ils font leur retour en se produisant avec des groupes comme Tygers of Pan Tang. Outre Dalloway, seul le bassiste Steven Hough fait encore partie du groupe parmi les membres fondateurs. Le guitariste Mariusz Mitrenko et le batteur Ray Richman viennent compléter le casting. Auparavant, un guitariste du nom de Harries avait pris temporairement le poste de Robins. Mais comme les concerts n'eurent que peu de succès, le groupe se sépare peu après. Le groupe se sépare peu de temps après, mais ses concerts n'ont eu que peu de succès.
En 1990, le groupe se reforme pour sortir l'album The Beast Within. Sur cet album, le groupe est composé, outre Dalloway, du batteur Richman, du bassiste Mark Knight et du guitariste Mitrenko. Sur l'album, le nom de famille de Knight est faussement appelé Wright. Lors de l'enregistrement, le guitariste Harries est à nouveau présent, mais il doit être remplacé par Mitrenko. La pochette représente un chien qui regarde sous la minijupe d'une femme aux longues jambes. Par la suite, le groupe est à nouveau silencieux. Il en profite pour enregistrer en 1993 un autre album intitulé Little Sister avec l'aide de Neil « The Finn » Finnegan, ancien bassiste du groupe Ricochet de Birmingham, mais dont la sortie n'a pas lieu à cause de la faillite de Heavy Metal Records. Après une dernière tournée dans les Midlands, le groupe se sépare à nouveau au milieu des années 1990 en raison du manque d'intérêt des labels. En 1996, le premier album est réédité par British Steel Records, avec en bonus les chansons des singles, une courte biographie et des images des rares singles.
En 2004, le groupe revient avec l'album 04. Sur cet album, le groupe se compose, en plus de Dalloway et Richman, des guitaristes Alan Nyland et Mark Boreland et du bassiste Sean Brennan. En 2004, Ted Duggan est également temporairement le batteur du groupe. En 2005, Richman est remplacé par Mick Roobottom. Après la sortie, le groupe fait quelques tournées isolées, notamment à nouveau avec Tygers of Pan Tang. Le 20 août 2006, Dalloway décède d'une crise cardiaque, après avoir enregistré un autre album avec lui. Le nouveau chanteur du groupe est alors Simon Hall, chanteur du groupe de reprises local Beholder, que Dalloway avait recommandé 18 mois avant son décès. Le dernier album avec lui comme chanteur sort en juin 2007 sous le nom de Rock and a Hard Place, avec Pete Way d'UFO comme musicien invité. Hall a quitté le groupe vers la fin de l'année, tout comme le bassiste Simon Fielding, qui venait également de Beholder et n'avait rejoint The Handsome Beasts qu'à l'été 2007. En décembre, Rob « Rocky Shades » Berkley rejoint la formation en tant que nouveau chanteur et Shawn Till en tant que nouveau bassiste. Après la sortie de l'album, le groupe participe au British Steel Festival.

## Discographie
- 1980 : All Riot Now (single, Heavy Metal Records)
- 1981 : Beastiality (album, Heavy Metal Records)
- 1981 : Breaker (single, Heavy Metal Records)
- 1981 : Sweeties (single, Heavy Metal Records)
- 1990 : The Beast Within (album, Heavy Metal Records)
- 2004 : 04 (album, Heavy Rock Records)
- 2007 : Rock and a Hard Place (album, Q Records)